# کیت نجات‌بخش انیماتورها
کیت نجات‌بخش انیماتورها: کتابچه راهنمای روشها، اصول و فرمولها برای انیمیشن سازهای کلاسیک، رایانه ای، بازیها، استاپ‌موشن و اینترنتی (ISBN 0-571-20228-4) یک کتاب آموزشی نوشته انیمیشن ساز و کارگردان برنده جایزه اسکار، ریچارد ویلیامز است. این کتاب شامل تکنیک‌ها، توصیه‌ها، نکات، ترفندها و اطلاعات کلی در مورد تاریخچه انیمیشن است.

## دی‌وی‌دی‌ها
نمونه تصاویر متحرک از این کتاب همراه با تصاویری از کلاسهای حرفه‌ای ریچارد ویلیامز در یک جعبه دی‌وی‌دی ۱۶ جلدی با عنوان کیت نجات‌بخش انیماتورها-متحرک قرار داده شده‌است. تصویر روی جلد کتاب کاملاً به سبک سنتی طراحی شده بود و تلاش ویلیامز و انیماتورهایش برای متحرک‌سازی جلد کتاب، ۹ ماه به طول انجامید.